# Lisa Westerhof
Lisa Laetitia Westerhof (De Bilt, 2 novembre 1981) è una velista olandese.

## Palmarès

### Olimpiadi
- 1 medaglia:
  - 1 bronzo (Londra 2012 nella classe 470)

### Mondiali
- 3 medaglie:
  - 2 ori (Barcellona 2009 nella classe 470; Scheveningen 2012 nella classe 470)
  - 1 bronzo (Scheveningen 2012 nella classe 470)